# 24アワー・パーティー・ピープル
『24アワー・パーティ・ピープル』（トゥエンティフォー - 、24 Hour Party People）は、2002年に制作されたイギリスの映画である。

## 概要
1978年創立、1992年に破産したマンチェスターのインディーズ・レコード・レーベル、ファクトリー・レコードの社長であったトニー・ウィルソンの回顧録を基に、1980年代後半から1990年代初頭にかけて起きたマンチェスター・ムーヴメント（俗に「マッドチェスター」と呼ばれている）を描いた映画。監督はマイケル・ウィンターボトム。映画のタイトルはサントラにも収録されているハッピー・マンデーズのヒット曲に由来する。

## あらすじ
不況の嵐が吹き荒れる1976年6月4日のマンチェスターのレッサー・フリー・トレイド・ホールで行われたセックス・ピストルズのライヴ。ライヴの観客は42人、その中には後にシンプリー・レッドを結成するミック・ハックネル、後にジョイ・ディヴィジョンとなるワルシャワのメンバー、後にバズ・コックスのメンバーとなるハワード・ディヴォード、後にザ・スミスのメンバーとなるモリッシー、ニュース・キャスターであり後にファクトリー・レコードを創設するトニー・ウィルソンがいた。
物語はウィルソンと4人の若者によるサクセス・ストーリー。俳優のアラン・イラズマス、マネージャーのロブ・グレイトン、プロデューサーのマーティン・ハネット、そして後にニュー・オーダーなどファクトリー所属アーティストのアルバムジャケットなどを手掛けるようになるピーター・サヴィル。そしてウィルソンが創設したファクトリー・レコードから生まれた音楽、そのファクトリーが手掛けた大型クラブ「ハシエンダ」がひとつのムーヴメント、時代、伝説を築き上げていく。

## キャスト
- トニー・ウィルソン - スティーヴ・クーガン
- アラン・イラズマス - レニー・ジェームズ
- ロブ・グレイトン - パディ・コンシダイン
- マーティン・ハネット - アンディ・サーキス
- ピーター・サヴィル - エンゾ・シレンティ
- リンゼイ・ウィルソン - シャーリー・ヘンダーソン
- イアン・カーティス（ジョイ・ディヴィジョンのヴォーカル） - ショーン・ハリス
- バーナード・サムナー（ジョイ・ディヴィジョンとニュー・オーダーのメンバー） - ジョン・シム
- ピーター・フック（同上） - ラルフ・リトル

## サウンドトラック
サウンドトラック盤はマッドチェスターの主役となったアーティストの楽曲、特に物語の要となるジョイ・ディヴィジョンとニュー・オーダー、ハッピー・マンデーズのヒット曲が多数収録されている。映画タイトルになったハッピー・マンデーズの「24アワー・パーティー・ピープル」はジョン・カーターによるリミックスが収録されている。またニュー・オーダーは新曲2曲を提供、その内「ニュー・ドーン・フェイズ」はジョイ・ディヴィジョンのカバーナンバーでモービーの他スマッシング・パンプキンズのビリー・コーガンとレッド・ホット・チリ・ペッパーズのジョン・フルシアンテがゲスト参加しており、もう1曲の「ヒア・トゥ・ステイ」はケミカル・ブラザーズとの共同プロデュース作品である。
なおこのサントラ盤のジャケットもピーター・サヴィルが手掛けている。
| #  | 曲名 | 歌唱・演奏                                                            | 曲長 |
| -- | --- | --------------------------------------------------------------------- | ---- |
| 1  | アナーキー・イン・ザ・UK Anarchy In The UK                                                                              | セックス・ピストルズ Sex Pistols                                      | 3:33 |
| 2  | 24アワー・パーティー・ピープル（ジョン・カーターズ・メイン・ヴォーカル） 24 Hour Party People (Jon Carter's Main Vocal) | ハッピー・マンデーズ Happy Mondays                                    | 4:30 |
| 3  | トランスミッション Transmission                                                                                         | ジョイ・ディヴィジョン Joy Division                                   | 3:36 |
| 4  | エヴァー・フォーレン・イン・ラヴ Ever Fallen in Love (With Someone You Shouldn't Have)                                  | バズコックス Buzzcocks                                                | 2:42 |
| 5  | ジェニー・ジョーンズ Janie Jones                                                                                        | ザ・クラッシュ The Clash                                              | 2:06 |
| 6  | ニュー・ドーン・フェイズ New Dawn Fades                                                                                 | ニュー・オーダー・フィーチャリング・モービー New Order Featuring Moby | 4:52 |
| 7  | アトモスフィア Atmosphere                                                                                               | ジョイ・ディヴィジョン Joy Division                                   | 4:09 |
| 8  | オーティス Otis | ドゥルッティ・コラム The Durutti Column                               | 4:16 |
| 9  | ヴードゥー・レイ Voodoo Ray                                                                                             | ア・ガイ・コールド・ジェラルド A Guy Called Gerald                    | 2:43 |
| 10 | テンプテーション Temptation                                                                                             | ニュー・オーダー New Order                                            | 5:44 |
| 11 | ルーズ・フィット Loose Fit                                                                                              | ハッピー・マンデーズ Happy Mondays                                    | 4:17 |
| 12 | パシフィック・ステイト Pacific State                                                                                    | 808ステイト 808 State                                                 | 3:53 |
| 13 | ブルー・マンデー Blue Monday                                                                                            | ニュー・オーダー New Order                                            | 7:30 |
| 14 | ムーヴ・ユア・ボディ Move Your Body                                                                                     | マーシャル・ジェファーソン Marshall Jefferson                         | 5:15 |
| 15 | シ−ズ・ロスト・コントロール She's Lost Control                                                                          | ジョイ・ディヴィジョン Joy Division                                   | 4:44 |
| 16 | ハレルヤ（クラブ・ミックス） Hallelujah (Club Mix)                                                                      | ハッピー・マンデーズ Happy Mondays                                    | 5:40 |
| 17 | ヒア・トゥ・ステイ（フル・レングス・ヴォーカル） Here To Stay (Full Length Vocal)                                       | ニュー・オーダー New Order                                            | 4:58 |
| 18 | ラヴ・ウィル・テア・アス・アパート Love Will Tear Us Apart                                                              | ジョイ・ディヴィジョン Joy Division                                   | 3:24 |